# Romualdo di Camaldoli
(Piccola Regola d'oro - San Romualdo)
Romualdo (Ravenna, tra il 951 e il 953 – Fabriano, 19 giugno 1027) è stato un monaco cristiano e abate italiano, fondatore dell'eremo di Camaldoli e promotore della Congregazione camaldolese, diramazione riformata dell'Ordine benedettino. È venerato come santo dalla Chiesa cattolica.
Romualdo cercò la solitudine per praticare la sua devozione verso Dio.
Intorno al 1000, esplorando zone disabitate della dorsale appenninica tra Umbria e Marche, il monaco ravennate dette vita ad un movimento che si propose di riformare l'istituto monastico. Oltre che fondatore dell'eremo di Camaldoli nel Casentino (Arezzo), Romualdo fu promotore della Congregazione camaldolese, diramazione riformata dell'Ordine benedettino. La sua biografia, Vita di San Romualdo, fu scritta 15 anni dopo la sua morte da san Pier Damiani.

## Vita e opere
Discendente di una famiglia nobile, era figlio del duca Sergio degli Onesti di Ravenna e di Traversara Traversari. Nel 972 si recò nella Basilica di Sant'Apollinare in Classe per chiedere perdono di un omicidio commesso dal padre, che aveva ucciso un cugino. Ebbe dinanzi all'altare la visione del santo e decise di farsi monaco. Entrò nel monastero attiguo alla basilica ma non vi si trovò bene. Si trasferì pertanto presso un eremita, Marino, in territorio veneziano, sottoponendosi alla sua guida spirituale. Qui conobbe l'abate Guarino, uno dei più importanti monaci riformatori del X secolo; questi convinse il giovane eremita, non ancora trentenne, a seguirlo nell'abbazia di San Michele di Cuxa (in catalano Sant Miquel de Cuixà), in Catalogna, dove Romualdo visse dieci anni e perfezionò la sua formazione.
Ritornato in Italia nel 988, si dedicò alla vita eremitica nell'eremo di Pereo, sulla cosiddetta Isola delle Rose, presso Ravenna. Rinunciò poi alla dignità di abate e, trasferitosi nel territorio del monte Fumaiolo, fondò, ove sorge attualmente il paese di Verghereto, un monastero intitolato a San Michele Arcangelo. A causa dei suoi continui richiami disciplinari, e morali, ai monaci, venne cacciato con "belluino furore" a "vergate" insieme ai suoi discepoli. Intorno all'anno 1001 il giovane imperatore Ottone III convinse l'eremita a divenire abate di Sant'Apollinare in Classe; ma la sua vocazione era quella della solitudine e del rinnovamento della vita eremitica e quindi, dopo appena un anno, rinunciò all'incarico, e si recò nell'Abbazia di Montecassino, nel Principato di Capua.

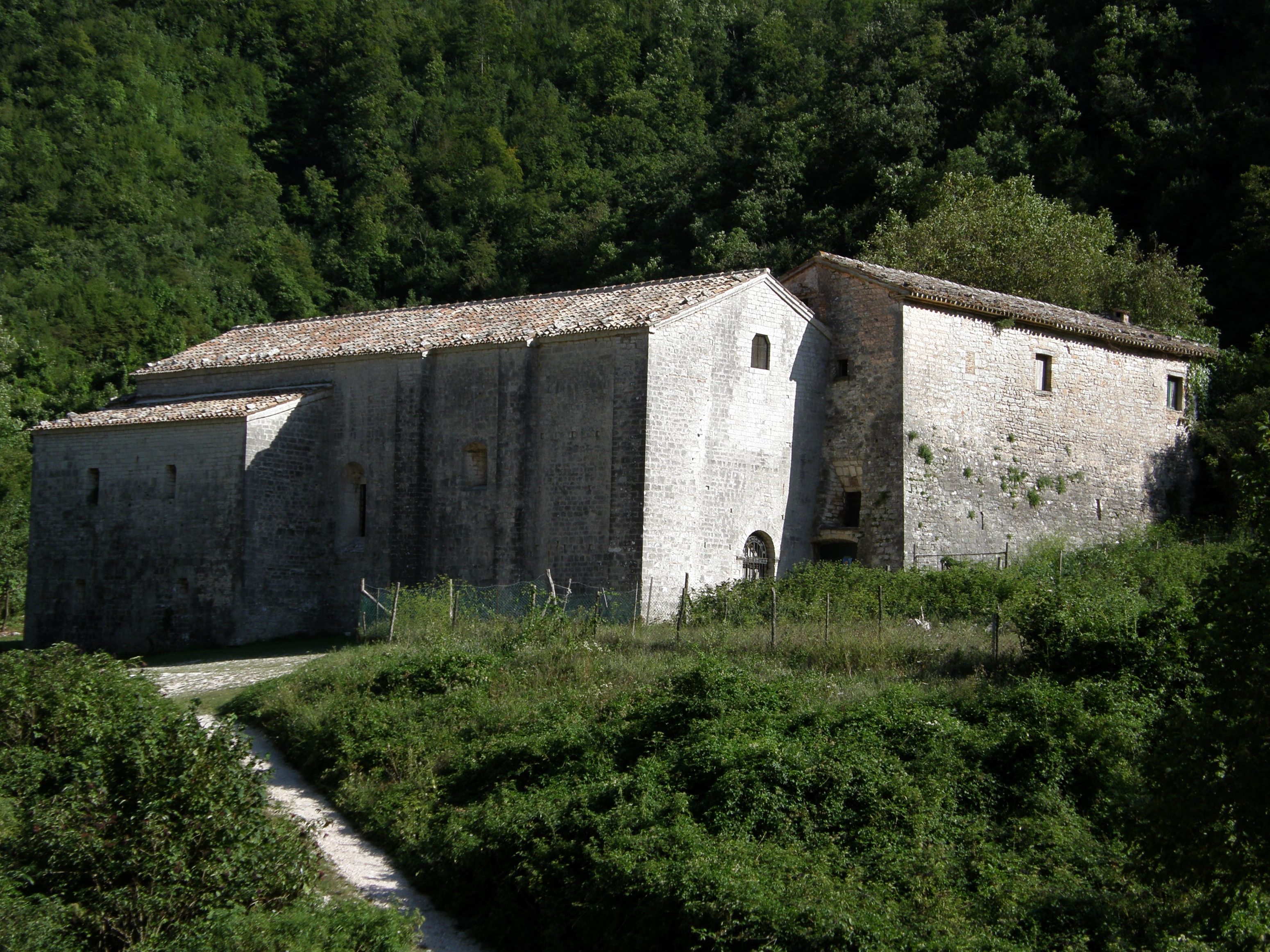
L'abbazia di Santa Maria di Sitria, fondata da San Romualdo alle falde del Monte Cucco, nella frazione di Isola Fossara

Per un periodo visse in una grotta (attualmente chiamata Grotta di Romualdo) sul canale di Leme presso Rovigno in Istria. Intorno al 1014 Romualdo fondò un eremo a Sitria, alle falde del monte della Strega, tra monte Catria e monte Cucco, nell'Appennino umbro-marchigiano e, dopo poco, vi aggiunse un piccolo monastero (cenobio) con una chiesa: l'abbazia di Santa Maria di Sitria. Rimase in terra umbra quasi sette anni, gli ultimi prima di recarsi a Camaldoli. A Sitria pregò e digiunò, nel silenzio, in compagnia di devoti che "ammaestrava" tacente lingua et predicante vita (san Pier Damiani).
Romualdo visse circa 75 anni: morì il 19 giugno tra il 1023 e il 1027 nell'Abbazia di San Salvatore in Valdicastro in località Valdicastro, vicino a Fabriano, in solitudine.

## Culto
Fu beatificato appena cinque anni dopo la morte e fu dichiarato santo nel 1595, da papa Clemente VIII. Il suo corpo è, dal 1481, nella chiesa dei Santi Biagio e Romualdo a Fabriano, mentre il braccio, in un prezioso reliquiario d'argento, è nella cattedrale di Jesi nell'altare di San Biagio. È contitolare della basilica concattedrale di Sansepolcro, già abbazia camaldolese (fino al 1520). A San Romualdo è dedicata anche una parrocchia alla periferia di Roma, nella frazione di Monte Migliore, sulla via Laurentina.

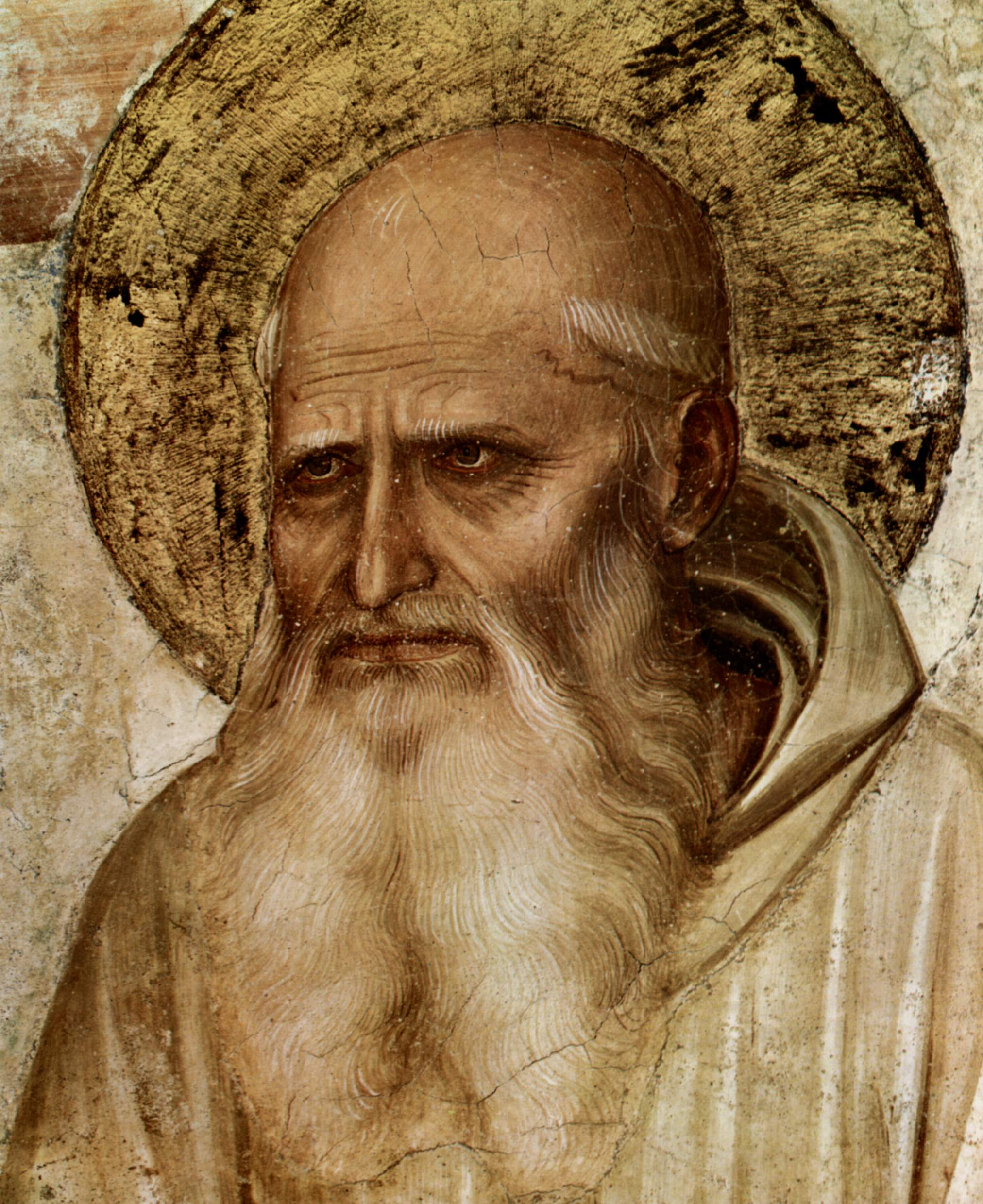
San Romualdo in un particolare della Crocifissione con i santi di Beato Angelico (Museo nazionale di San Marco, Firenze).

Il Martirologio Romano ne celebra la memoria il 19 giugno ricordandolo con queste parole:
In alcune località San Romualdo è ricordato anche il 7 febbraio, secondo la data tradizionale della messa tridentina del rito romano.

## Cammino di San Romualdo
Il percorso si snoda lungo l'Appennino tosco-romagnolo e l'Appennino centrale per quasi cinquecento chilometri. Il punto di partenza è la Basilica di Sant'Apollinare in Classe, presso Ravenna, dove il giovane Romualdo divenne monaco benedettino. Si risale la valle del Lamone fino ad entrare in Toscana. Tappa obbligata è l'eremo di Camaldoli, dove San Romualdo fondò agli albori dell'Anno mille la Congregazione Benedettina dei monaci camaldolesi. Il Cammino di San Romualdo entra in Umbria nell'Alto Tevere con l'Abbazia di Montecorona a dare testimonianza del passaggio e dalle opere del Santo. L'itinerario spirituale termina nelle Marche, a Fabriano, dove tutt'oggi dimorano le spoglie mortali del Santo. Conta in tutto 30 tappe.
Il «Cammino di San Romualdo» fu ideato nel 2012 dall'associazione Trail Romagna e dalla sezione ravennate del Club alpino italiano.

Con Decreto Direttoriale del 21 luglio 2023 la Viae Sancti Romualdi è entrata a far parte del Catalogo nazionale dei Cammini religiosi.
Il Cammino è stato riconosciuto dal Ministero del Turismo nel luglio 2024.